# Roland L. Bragg
Roland Leon Bragg (11 juin 1923 - 12 janvier 1999) est un parachutiste de l'armée américaine pendant la Seconde Guerre mondiale, un mécanicien et un homme d'affaires. 
Depuis 2025, le Fort Bragg porte son nom. Il a été choisi pour permettre à l'administration Trump de rendre au fort son nom d'origine. En effet, le fort avait été renommé Fort Liberty entre 2023 et 2025 après avoir été nommé à sa fondation en 1918 en l'honneur de Braxton Bragg, un général de l'Armée des États confédérés. Ces deux militaires n'ont rien en commun à part leur nom de famille. Dans sa communication, le nouveau ministre de la Défense n'a pas précisé que le fort prenait le nom de ce soldat quasiment inconnu mais simplement que le fort reprenait son nom d'origine.

## Un prête-nom pour les opposants à la cancel culture
En 2022, Bragg n'a pas été inclus comme candidat sélectionné sur une liste de finalistes pour le changement de nom de base par la Commission de dénomination, dans son rapport final au Congrès, n'a pas considéré les « noms de substitution » comme tels. Cependant, le nom de Bragg apparaît dans le rapport dans la section de l'annexe E intitulée « Base Renaming Candidate Pool ». En février 2025, le secrétaire américain à la Défense Pete Hegseth a publié un mémorandum renommant Fort Liberty en Fort Bragg en son honneur,. La base avait auparavant été nommée d'après le général de l'armée confédérée et propriétaire d'esclaves, Braxton Bragg.